# Барбикан (станция метро)
Ба́рбикан (англ. Barbican) — станция лондонского метрополитена, расположенная рядом с жилым комплексом «Барбикан», на окраине района Фаррингдон в пределах Лондонского Сити. Построена на месте Дома Шекспира. На станции останавливаются поезда трёх линий: Кольцевой, Хаммерсмит-энд-Сити и Метрополитен. Расположена между станциями «Фаррингдон» и «Моргейт». Относится к первой тарифной зоне.
Современный выход из станции находится на улице Олдерсгет, название которой станция носила в конце XIX — начале XX вв.
Станция находится на поверхности, над платформами есть навес.

## Галерея
- Станция «Барбикан»
- Платформа Кольцевой линии
- Вид на станцию с высоты